# Törpe iszapcsiga
A törpe iszapcsiga vagy májmételyes csiga vagy kis mocsárcsiga (Galba truncatula) eredetileg európai, de ma már a világ nagy részén elterjedt vízicsigafaj, a májmétely köztesgazdája.

## Elterjedése
A faj eredetileg Európában, Nyugat-Ázsiában és Észak-Afrikában volt honos, de szinte minden kontinensre behurcolták, előfordul Közép- és Dél-Afrikában, Dél- (India) és Délnyugat-Ázsiában (Szaúd-Arábia, Jemen), valamint Észak- és Dél-Amerikában (Bolívia, Peru, Argentína, Chile és Venezuela). Svájcban 2800 m-ig, Bulgáriában 2000 m-ig, Norvégiában 1300 m magasságig fordul elő.

## Megjelenése

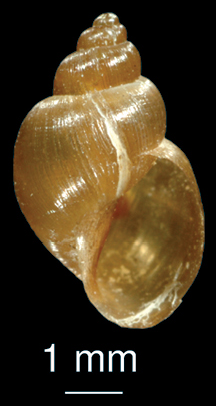
A csigaház

A csigaház kúp alakú, 5–15 mm magas, 5–6 mm széles, 5-6 kanyarulatból áll. Domború kanyarulatai lépcsőzetesen, mély varrattal helyezkednek el egymás fölött, az utolsó kanyarulat nem tágul ki feltűnően. A héj színe sárgás vagy szarubarna, sűrűn rovátkolt. Szájadéka ovális, a ház magasságának kevesebb mint a felét teszi ki. Az ajakduzzanat a tengely felőli részen kiszélesedik, köldöke nyitott és mélyre húzódó. A köpeny foltjai áttetszenek a héjon.

## Életmódja
A törpe iszapcsiga mocsarak, tavacskák, vizesárkok lakója, de megél vizes réteken, források tocsogóiban, zsombékok közötti tócsákban is. Gyakran kimászik a vízből és a növények (sások, füvek) felületén található meg. Elviseli az emberi tevékenységgel megzavart és kevéssé benőtt vizeket is, és a 7,0-9,6 közötti pH-t. Az iszapba fúródva átvészeli élőhelye kiszáradását is, akár 4-5 hónapon át. Algákkal és korhadó növényi részekkel táplálkozik.
12-20 petéjét kerek, 5–6 mm átmérőjű csomagokban rakja le, többnyire szilárd felületekre. A hőmérséklettől és esőzésektől függően évente akár 3 generációja is felnőhet, de Európában két generáció az általános. Élettartama meghaladja az 1 évet.
A törpe iszapcsiga a májmétely (Fasciola hepatica) köztesgazdája, a féreg életciklusának egy része a csiga testén belül zajlik. A fűszálakon mászkáló csigát megeszik a juhok, és a kórokozó a májukba vándorol, ahol nagy tömegben felhalmozódva pusztulásukat is okozhatja. Ezenkívül átmeneti hordozója lehet a következő férgeknek:
- Fasciola gigantica
- Fascioloides magna
- Haplometra cylindracea
- Plagiorchis spp.
- Opisthioglyphe spp.
- Paramphistomum daubneyi
- Muellerius capillaris

Magyarországon nem védett.